# Melissa Barbieri
Melissa Anne Barbieri, född 20 februari 1980 i Melbourne, är en australisk fotbollsmålvakt som spelar för Adelaide United FC. Hon var lagkapten i det australiska landslaget 2009–2013. Laget vann asiatiska mästerskapet i fotboll för damer 2010.
Barbieri var den första damspelaren i Australien att spela professionellt för ett herrlag, Richmond SC. Därefter spelade hon för Melbourne Victorys damlag och valdes efter den inledande säsongen till årets målvakt i damligan W-League som bildades 2008.
År 2013 skrev Barbieri på för Adelaide. På grund av lagets svåra ekonomiska läge gällde det för Barbieri att ordna en auktion i syfte att samla in pengar till klubbens budget.
Barbieri är mor till en dotter som föddes 2013. Tre och en halv månader efter dotterns födelse spelade hon igen för Box Hill United SC i Victorian Women's Premier League som är den högsta serien på delstatsnivå i Victoria. Senare samma år var det dags för comeback i W-League med Adelaide.